# هنری سیلینگ
هنری سیلینگ (انگلیسی: Henry Seiling; ۰ مهٔ ۱۸۷۲ – نامشخص) ورزشکار رشته طناب‌کشی اهل ایالات متحده آمریکا بود. از افتخارات وی میتوان به کسب مدال طلا در بازی‌های المپیک تابستانی ۱۹۰۴ اشاره کرد. 